# Walter Minor
Walter Minor —  серия перевёрнутых рядных поршневых авиадвигателей воздушного охлаждения, разработанных и производившихся чехословацкой (ныне чешской) компанией Walter.

## История
Разрабатывался с 1929 года. С 1930 года началось серийное производство четырёх- и шестицилиндровых перевёрнутых рядных двигателей, предназначавшихся для использования на лёгких самолётах. Их общей конструктивной особенностью были унифицированные габариты цилиндров (105×115 мм). Мощность составляла от 105 до 160 л. с.. Также существовала 12-цилиндровая модификация Minor 12 1-MR.
После того, как компания Walter сконцентрировалась на производстве турбореактивных и турбовинтовых моторов, выпуск поршневых двигателей был передан компании Avia, которая провела их глубокую модернизацию, результатом чего стало появление модификаций Avia M-137 и M-337. В таком виде они производились далее; выпуском M337 занималась фирма «LOM Praha».
В Югославии двигатель выпускался по лицензии компанией ДМБ (Двадесетпрви май — Београд), ныне 21. MAJ D.O.O. FTMT.

## Описание конструкции
Источник: Oldengine.org 
- Картер из магниевого сплава, Состоял из собственно картера, а также верхней и передней крышек. В левой части находился зубчатый привод распределительного вала.
- Цилиндры стальные, точёные. Поверхность азотирована. Головки литые из алюминиевого сплава, с отверстиями для впускного и выпускного клапанов, и также для двух свечей зажигания. К картеру крепились четырьмя болтами.
- Поршни алюминиевые, с три компрессионных и одно маслосъёмное кольцо. Шатуны имели двойной Т-образный профиль и были изготовлены из полированного алюминия. Шатуны дюралюминиевые.
- коленчатый вал из сплава хром-ванадиевой стали, кованый; 5 (или 7) бронзовых подшипников скольжения. В передней части картера упорный шариковый подшипник.
- Карбюратор: две штуки. Подача топлива мембранным насосом.
- Зажигание — дублированная системы фирмы Scintilla, с автоматической регулировкой.

## Модификации

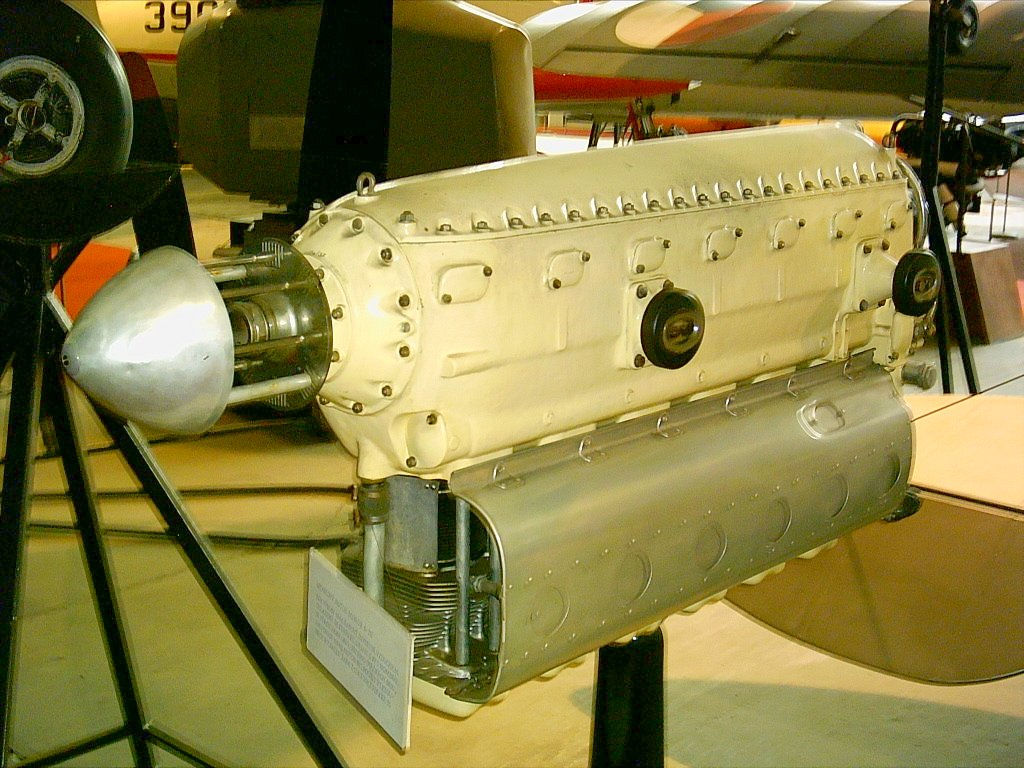
Walter Minor 6-III

Minor Sc.
Minor 4-I1119×440×630 мм
Minor 4-II
Minor 4-III105/2500 (взлёт) и 80/2300; 1032×399×632 мм, 90,3 кг;
Minor 6-I
Minor 6-II
Minor 6-III(1936 год) 160/2500 (взлёт) и 125/2300; 1250×445×639 мм, 126,8 кг;
Minor 12 1-MR385/2900 (взлёт; ?×510×800 мм, 325 кг 
Minor M 332 (4-цилиндровый)
Minor M 337 (6-цилиндровый)

## Применение
Чехословакия
- Aero Ae 45 4-III (Aero Ae-145 Avia M 332)
- Aero Ae 50
- Aero C-104
- Beneš-Mráz Beta-Minor
- Let L-200 Morava
- Orličan L-40 Meta Sokol (Avia M332)
- Praga E-210 / E-211
- Zlin 22
- Zlin Trener

 Франция
- Nord NC.856
- Nord NC.859
- Nord NC-860
- Starck AS-57

 Польша
- LWD Zuch (6-III на прототипе Zuch-1)

 Болгария
- Лаз-7

 Италия
- Manzolini Libellula II
- Pasotti Airone

 Австрия
- OFW OK-15 (4-III)

 Югославия
- Икарус Аеро-2 (6-III)
- Икарус Курир (ДМБ ДМ-6Р)
- LIBIS KB-6 Matajur

 Россия
- Aviator Shershen'

 Швейцария
- Fry Esprit VFII

## Двигатель в экспозициях музеев
- Walter Minor 4-III Музей авиации в Кошице (Словакия),  Музей польской авиации (Краков);
- Walter Minor 6-III Музей авиации в Сольноке, Венгрия[4][5]/